# Список муніципалітетів провінції Прато
Нижче наведено список 7 муніципалітетів провінції Прато. Населення станом на 31 грудня 2009 року.
| Назва         | Італійська назва | Код ISTAT | Поштовий індекс | Населення | Площа (км²) |
| ------------- | ---------------- | --------- | --------------- | --------- | ----------- |
| Ваяно         | Vaiano           | 100006    | 59021           | 9945      | 34,24       |
| Верніо        | Vernio           | 100007    | 59024           | 6111      | 63          |
| Кантагалло    | Cantagallo       | 100001    | 59025           | 3073      | 94,93       |
| Карміньяно    | Carmignano       | 100002    | 59015           | 13 984    | 38,59       |
| Монтемурло    | Montemurlo       | 100003    | 59013           | 18 467    | 30,66       |
| Поджо-а-Каяно | Poggio a Caiano  | 100004    | 59016           | 9796      | 5           |
| Прато         | Prato            | 100005    | 59100           | 186 798   | 97,59       |